# Asura rosacea
Asura rosacea är en fjärilsart som beskrevs av George Thomas Bethune-Baker 1904. Asura rosacea ingår i släktet Asura och familjen björnspinnare. Inga underarter finns listade i Catalogue of Life.